# محمد المكاوي
محمد مصطفى المكاوي  (29 أغسطس 1953) هو رياضي مصري.

## نشأته
ولد محمد مصطفى المكاوي في 29 أغسطس 1953 بمدينة طنطا إحدى مدن محافظة الغربية، عرف الرياضة منذ نعومة أظافره وبدأ التدريب على رفع الأثقال وهو ابن 11 سنة، وكان يتدرب بمفرده دون الاشتراك في أي نادي رياضي وقتها مستعينا ببعض الكتب والمجلات التي تملؤها صور التمارين بالأثقال، وعندما بلغ الرابعة عشرة من عمره قام لأول مرة بالاشتراك في إحدى النوادي الرياضية بمدينة طنطا وقد لفت إليه انتباه جميع العاملين بالنادي من خلال قوته ومستواه، وقد حصل من خلال هذا النادي على بعض بطولات محافظة الغربية برفع الأثقال أهلته للاشتراك وهو بعمر 18 سنة في بطولة الجمهورية لرفع الأثقال وقد رفع يومها (105 ضغط – 100 خطف – 120 نطر – وجمع 325).

## مشواره الفني
وجد في نفسه تقدم أكثر وعضلاته بدأت تتقجر اهتم أكثر بتمارين التربية البدنية وبناء العضلات التي أهلته بعد ذلك للفوز ببطولة مصر للناشئين في كمال الأجسام عامي 1969 و 1970 بادئا حياته مع العضلات من داخل نادي مراد الرياضي بالقاهرة ومدربه الكبير مراد سعد عامر الذي احتضنه واهتم به كثيرا لما وجد فيه من عزيمة وإصرار وتقدم واضح، بل حكى لي الكابتن مراد سعد شخصيا كيف انه كان يهتم به أكثر من زملائه وخصص له غرفة خاصة بالنادي ليتدرب بها المكاوي بمفرده حتى يركز في تمارينه بشكل أفضل، مما أثار ذلك حفيظة زملائه في النادي مطالبين بنفس الاهتمام من مدربهم فما كان منه إلا أن قال لهم كونوا في مثل مستواه وأنا افعل ذلك معكم وأكثر.
نتيجة ذلك المجهود الشاق والاهتمام الزائد فوزه بعدد من البطولات الدولية والعالمية على النحو التالي:
- أول البحر المتوسط 1972 – بيروت
- ثاني بطولة العالم 1972 – العراق
- ثاني بطولة العالم 1974 – إيطاليا
- أول مستر انترناشيونال 1975
- أول العالم 1976 – كندا
- أول مستر انترناشيونال 1977
- أول العالم 1977 – فرنسا

الساحر المصري.. أو هكذا يلقبونه حيث كان في عهده حديث وكالات الأنباء العالمية وتصدرت صورة واوضاعة أغلفة أشهر المجلات العالمية المتخصصة في كمال الأجسام.. قال عنه ارنولد شوارزنجر في بداية الثمانينيات انه أفضل لاعب كمال أجسام محترف حاليا على الساحة، فهو يحمل الكثير من التناسق والكثافة والتعضيل حسب وزنه الذي لا يتعدى 80 كيلو جرام وطوله الذي يبلغ 159 سنتيمتر.
حين تراه لأول وهلة تدهشك أوضاعة الساحرة التي ترقص فيها عضلاته لترتكز في النهاية في مكانها الذي يجب أن تكون فيه والتي جعلت منه عملاقا صغيرا يخاف منه جبال العضلات في كل أرجاء الدنيا من المحترفين.. وحفر البطل المصري الكبير محمد المكاوي اسمه في التاريخ الذهبي العالمي لكمال الأجسام وسط عمالقة الشرق والغرب.
حتى جاء اليوم الذي غير مجرى حياة البطل محمد المكاوي بعد مقابلته بالبطل الفرنسي المحترف سرج نبريه الذي أعجب كثيرا به وبمستواه ونصحه وقتها بالاحتراف.. وعاش محمد المكاوي على أمل تحقيق هذا الحلم وكان لا يزال يتابع تمارينه في نادي مراد أملا منه الوصول إلى مستوى يليق بالاحتراف وببطولات المحترفين، إلى أن نصحه مدربة الكبير مراد سعد بالسفر والإقامة بالخارج إذا كان فعلا ينوي المشاركة في بطولات المحترفين فهناك ستكون الفرصة أكبر من حيث إمكانيات التدريب والمكملات الغذائية وأيضا احتكاكه بالأبطال المحترفين مما يساعده ذلك على معايشة المناخ العام للاحتراف بشكل كامل خاصة أن محمد المكاوي تخرج من جامعة القاهرة وقد درس اللغة الإنجليزية ودرس أيضا تاريخ إنجلترا، وبجانب لغته العربية يتحدث الإنجليزية والفرنسية والألمانية بطلاقة، وقد عمل مترجما في اللجنة الأولمبية المصرية لمدة ثلاث سنوات، وذلك ما ساعده بشكل كبير على الإقامة في فرنسا لمدة 10 سنوات من التدريب والعمل مع البطل سرج نبرية، ثم اتجه بعد ذلك للسفر والإقامة بكندا التي لازال يعيش بها إلى الآن مستثمرا سنوات عمره في الغربة في صناعة تاريخ وسجل حافل من بطولات المحترفين يفخر به أي لاعب عربي.
وفي عام 1999 اشترك المكاوي في بطولة الرجل الحديدي لكنه لم يوفق فيها وكان ذلك أخر عهده بالبطولات، وبعيدا عن العضلات فهو متزوج ولديه ولدان ويعمل مهندسا للديكور الداخلي الذي درسه لمدة عام في إحدى الجامعات «الأمريكية» بجانب إدارته لعدد من صالات التدريب في كندا، ومن وقت لأخر يزور وطنه مصر. وبعد كل تلك الانجازات والسجل الحافل بالبطولات الذي يثبت لكل من يقرؤه أن محمد المكاوي حالة خاصة من العضلات قل ان نجد لها مثيل.. بل هو نموذجا للعقل والعضلات الذي تفخر مصر بأنه من أبنائها ويفخر هو انه أحد أبنائها الذين يحملون اسمها وتاريخها في الخارج.

## بطولات على مستوى المحترفين
| - المركز الرابع بطولة كأس أميركا للمحترفين 1978 – لوس انجلوس - المركز السابع بطولة كأس العالم للمحترفين 1978 – وكانت في نفس يوم البطولة السابقة - المركز الحادي عشر مستر أولمبيا للمحترفين 1978 – أول اشتراك له في مستر أولمبيا - المركز الثامن بطولة كأس كندا للمحترفين 1979 - المركز التاسع بطولة كأس كندا للمحترفين 1980 - المركز الثامن بطولة ليلة الأبطال للمحترفين 1980 - المركز السادس كأس العالم للمحترفين 1980 - المركز الخامس العالم للمحترفين 1980 - المركز العاشر كأس كندا للمحترفين 1981 | - المركز التاسع الجائزة الكبرى للمحترفين 1981 – جوام - المركز الثامن الجائزة الكبرى للمحترفين 1981 – ويلز - المركز الأول الجائزة الكبرى للمحترفين 1982 – جوام - المركز الأول الجائزة الكبرى للمحترفين 1982 – السويد - المركز الرابع ليلة الأبطال للمحترفين 1982 - المركز الرابع كأس العالم للمحترفين 1982 - المركز السابع مستر أولمبيا 1982 – لندن - المركز الثامن الجائزة الكبرى للمحترفين 1983 – لاس قيجاس - المركز الأول الجائزة الكبرى للمحترفين 1983 – لندن | - المركز الأول الجائزة الكبرى للمحترفين 1983 – السويد - المركز الأول الجائزة الكبرى للمحترفين 1983 – سويسرا - المركز الأول كأس العالم للمحترفين 1983 - المركز الثاني مستر أولمبيا 1983 – ميونيخ – ألمانيا - المركز الثاني مستر أولمبيا 1984 – نيو يورك – أميركا - المركز الرابع مستر أولمبيا 1985 – بروسيلز – بلجوام - المركز التاسع عشر كأس كندا للمحترفين 1997 - المركز السابع ارنولد كلاسيك للماسترز 1998 - المركز السابع عشر في بطولة الرجل الحديدي 1998 |